# João Pereira Corte-Real
João Pereira Corte-Real (1580-1642) foi um distinguido militar e marinheiro português, governador de Cabo Verde de 1628 a 1632, e que ascendeu ao posto de Almirante da Armada Portuguesa durante o tempo da Monarquia Dual, tendo, após a Restauração da Independência, feito parte integrante do primeiro elenco do Conselho de Guerra de D. João IV. Especialista em matéria de construção naval e navegação, escreveu um manifesto propondo a reestruturação das naus que faziam a Carreira das Índias, assim como os salários dos marinheiros. 
 

## Biografia
Começou a sua carreira como marinheiro em 1609 numa expedição a Coulão, na Costa do Malabar. Como recompensa dos seus préstimos é nomeado capitão da fortaleza de Coulão, onde permanece até 1612, quando regressa a Portugal. Nesta primeira passagem pela Índia trava conhecimento com Diogo do Couto, historiador e guarda-mor do tombo de Goa. Regressará à Índia mais duas vezes, em 1615 e 1617. Durante a primeira viagem, teve de enfrentar motins, enquanto capitão da galeão "Santo António", onde teve de executar sumariamente vários líderes de motins. Ajuntando a isto as epidemias e a motivação á vida quotidiana dos marinheiros contratados para as naus da Carreira da Índia, leva-o a propôr alterações à construção das naus que deviam passar a três cobertas ao invés de quatro. Para evitar a corrupção e a ganância dos marinheiros propõe que estes aufiram de um salário fixo. Propostas que são levadas ao conselho de guerra de Espanha em Madrid em 1622, e dadas à estampa mais tarde, sob o nome Discursos sobre la navegácion de las naos de la India de Portugal , reimpresso em 1635 com o nome de Discursos y Advertencias.
Estas são rejeitadas em virtude da falta de liquidez do Tesouro Real, o que não impediu que fosse nomeado em 1621 para o cargo de Almirante da Armada encarregue de patrulhar as águas portuguesas (na altura, Almirante era o posto imediatamente abaixo ao de General da Armada), por um período de dois anos e mais tarde coronel do Terço da Armada.
Em 1628, é nomeado para governador de Cabo Verde, onde se impõe com distinção, detendo a invasão holandesa.
Em 1636 é general de uma frota de Socorro que estava planeada que se planeava como tendo destino o Brasil, mas que não passou além de Cádis, por razões desconhecidas.
Após a Restauração da Independência, faz parte do primeiro elenco de membros do conselho de guerra de Portugal, nomeados pelo novo rei D. João IV, mas não chega a ter papel relevante, falecendo pouco tempo depois.

## Genealogia
Apesar do apelido Corte-Real, não se conhece a sua origem concreta, não figurando o seu nome em nenhum nobiliário ou registo genealógico que pudesse aferir do seu parentesco para com os Corte-Real. Apenas se sabe que os pais são Matias do Carvalhal e Isabel Parada.